# …a szomszéd tehene
Az …a szomszéd tehene 2024-ben bemutatott magyar teleregény, amelyet Kalamár Tamás alkotott. A főszerepben Csizmadia Gergely, Pavletits Béla, Kovalik Ágnes, Lapis Erika, Brezovszky Dániel, Lehner Benedek és Antóci Dorottya látható.
A sorozat első részét 2024. január 1-én, míg az utolsó két részét március 22-én mutatta be az RTL.

## Ismertető
Két szomszéd és egykori jóbarát ellenségekké válnak, miután közéjük áll a pénz. Béla egy sikeres könyvelő, Laci pedig egy eladósodott konditerem-tulajdonos. Miután a két főszereplő csúnyán összekap, mindent megtesznek, hogy csapdába csalják a másikat, de végül rájönnek, hogy a sokéves barátságuk fontosabb számukra.

## Szereplők

### Főszereplők
| Karakter         | Színész           | Megjegyzés |
| ---------------- | ----------------- | --- |
| Molnár Laci      | Csizmadia Gergely | Eladósodott konditerem-tulaj, Sára férje, Tibi és Tivadar apja.                                                                 |
| Bicskei Béla     | Pavletits Béla    | Sikeres könyvelő, Vera férje, Nóri apja.                                                                                        |
| Molnár Sára      | Kovalik Ágnes     | Laci felesége, Tibi és Tivadar anyja.                                                                                           |
| Dr. Kárász Vera  | Lapis Erika       | Pszichológus, Béla felesége, Nóri anyja.                                                                                        |
| Molnár Tibi      | Brezovszky Dániel | Laci és Sára fia, Tivadar testvére. Szerelmes Nóriba.                                                                           |
| Molnár Tivadar   | Lehner Benedek    | Laci és Sára fia, Tibi testvére.                                                                                                |
| Bicskei Nóri     | Antóci Dorottya   | Béla és Vera lánya. Szerelmes Tibibe.                                                                                           |
| Fekete Mercédesz | Dér Marus         | Volt pornószínésznő. Richárd barátnője, majd menyasszonya, végül rájön, hogy a valódi szerelme Francois.                        |
| Grassó Richárd   | Ficzere Béla      | Mercédesz párja, befolyásos üzletember. Valójában egy szélhámos, aki kicsalja Lacitól azt a pénzt, amit Béla kölcsönadott neki. |

### Mellékszereplők
| Karakter                | Színész          | Megjegyzés |
| ----------------------- | ---------------- | --- |
| Pergő Kamilla           | Fodor Zsóka      | az alapítvány vezetője, Emmahanna nagymamája.                                                                                   |
| Jász-Nagy Vivien        | Nagy Enikő       | Az alapítványnál dolgozik Kamilla utódja akar lenni, emiatt Sára a vetélytársa. Később ő és Sára veszik át a helyét Kamillának. |
| Szabó Ferenc “Francois” | Józan László     | Felnőtt filmes rendező, szerelmes Mercibe.                                                                                      |
| Peti                    | Gombos Krisztián | Az edzőterem dolgozója. |
| Perc István             | Maday Gábor      | Pénzbehajtó maffiózó, ő zsarolja Lacit.                                                                                         |
| Nelli                   | Bajor Lili       | Az alapítvány tagja, a férje és ő is Ricsi átverésének áldozatai.                                                               |
| Kata                    | Albert Rea       | Nóri barátnője. |
| Olga                    | Réti Nóra        | Az edzőterem recepciósa. |
| Dodó                    | Juhász Tibor     | Tibi haverja. Meg akarta erőszakolni Nórit, emiatt összeveszett Tibivel.                                                        |
| Krisztike               | Gellért Dorottya | Tibi volt barátnője. Tibi szakított vele Nóri miatt, miután azt hazudta, hogy terhes.                                           |
| Misi                    | Kedvek Richárd   | Pilóta, Vera szeretője. |
| Emmahanna               | Bak Julianna     | Kamilla unokája, Tivadar barátja.                                                                                               |
| Grassóné Módos Irén     | Ecsedi Erzsébet  | Ricsi anyja. |
| Józsi                   | Takács Zalán     | Büfés a strandon. |

### További szereplők
- Ágoston Péter – Gergő
- Alberti Zsófi – Mari
- Andai Katalin – Bibi néni
- Antal Bálint – Lendvai
- Baksa Imre – szakács
- Balogh Márton István – vécéző férfi
- Bánóczi  Zoltán – álapa
- Barbinek Péter – Kárász Pál
- Bartucz Rajmund – rendőr
- Bartha Bendegúz – bulizós srác
- Béres Miklós – hajléktalan
- Berzsenyi Zoltán – üveges
- Bíró Kristóf – recepciós
- Bodnár Vivien – rajongó
- Bókai Mária – Baloghné
- Boldog Ágnes – virágos
- Bor László – Vazul
- Borbáth Ottília – vásárló
- Bori Réka – Brandy
- Boros Bence – Katona
- Börcsök Viktória – Kálmán felesége
- Chater Áron – Adorján
- Czapár Andrea – jelentkező
- Czifra Krisztina – Béla munkatársa
- Cseh Judit – doktornő
- Cseh Milán Dániel – Csanád
- Csernus Júlia – kutyás
- Csiby Gergely – Attila
- Csúz Lívia – állatbefogó
- Dancs János – Laci ismerőse
- Dévai Balázs – férj
- Elek Ányos – masszőr
- Fábián Gábor – polgármester
- Fehér Péter – Emmahanna apja
- Fehérvári Péter – apuka
- Fekete Róbert – anyakönyvvezető
- Ferenczi Dóra – lány
- Fröhlich Kristóf – bulizós srác
- Galkó Balázs – Jenő bácsi
- Gedeon Anna – gyógyszertáros
- Gerner Csaba – Irén szomszédja
- Gulyás Hermann Sándor – Marcell
- Gréczy Balázs – Izlandi diák
- Gyebnár Csekka – álanya
- Györgyi Anna – Ferenc anyja
- Gyukin Milovan – taxis
- Gyuriska János – Szalamandra
- Gyurity István – Kapormicki
- Gyürki István – ruhatisztító
- Hajós Szilárd – jelentkező
- Hannus Zoltán – apuka
- Havalda Bence – vécéző férfi
- Hegedűs Miklós – rendőr
- Herczeg Adrienn – üzletasszony
- Harry Szovik – Mr. Coffee
- Holocsy Katalin – adóellenőr
- Horgas Ráhel – szomszéd
- Horváth Csenge – Dina
- Horváth-Töreki Gergely – Keserű Örs
- Horváth Sebestyén Sándor – recepciós
- Horváth Zsuzsa – néni
- Hrisztov Toma – madarász
- Ivanics Tamás – álanyakönyvvezető
- Jakab Csaba – álnagybácsi
- Jakab Csaba Ferenc – járókelő
- Jámbor József – Pisti
- Janicsek Péter – Kavics
- Janklovics Péter – Kálmán
- Jenővári Miklós – könyvelő
- Juhász Réka – Erzsike
- Kántor Zoltán – esküvőszervező
- Kardos Nara Lili – Kálmán lánya
- Karl Jóhann Bjarnason – izlandi ökológiai nagykövet
- Kaszás Mihály – Carlos
- Kátai István – favágó
- Kocsó Gábor – igazgató az idősek otthonába
- Kelemen József – Júlia apja
- Kelemen Szabolcs – rendezvényszervező
- Keresztény Tamás – fotós
- Kerek Dávid – WPA munkatárs
- Kiss Attila – állatorvos
- Kiss Diána Aida – új recepciós
- Kristóf István – asszisztens
- Kós Mátyás – szomszéd
- Kosynus Tamás – orvos
- Kovács Erika – Detti
- Kocsis Gergő Levente – Béla gyerekként
- Kovács Lotti – állatboltos
- Kocsis Mariann – Margó
- Kosznovszky Márton – újságíró
- Kovács Olga – játékbolti eladó
- Kovács Vanda – festmény értékesítő
- Kozma Veronika – lány
- Kránicz Richárd – Gál Sebestyén
- Kurely László – strandoló
- Kuttner Bálint – szomszéd
- Lajos András – Baranyi
- Lénárdt Laura – Ágota
- Lestyán Luca – Mónika
- Lesovics István – Pál Gábor
- Ligeti Kovács Judit – nőgyógyász
- Lindwum Lénárd – Béla fiatalon
- Lovas Dániel – Rendőr
- Magyar Bálint – dr. Kiss
- Majorfalvi Bálint – Gerzson
- Menczel Andrea – rajongó
- Marjai Virág – tolvaj
- Marosvölgyi Előd – Csabi
- Márton Eszter – meditációs tréner
- Mayer Szonja – Brigi
- Máthé Zsolt – Péter
- Matus Gábor – csapos
- Merényi Ákos – autószerelő
- Meskó Tímea – Dr. Csala Etelka
- Messaoudi Emina – Terézia
- Mesterházy Gyula – Szalontay Lóránt
- Mészáros Árpád Zsolt – Harcsa
- Mészöly Anna – Regina
- Molnár András – edző férfi
- Molnár Erika – Jolika
- Molnár Levente – mozi pénztáros
- Molnár Szilvia – Júlia anyja
- Monori Dániel – Laci fiatalon
- Nagy Lóránt – Béláék volt osztálytársa
- Nagy Péter János – Szotirisz
- Nagy Petra – strandoló nő
- Nagyhegyesi Zoltán – férfi
- Németh Gábor – futár
- Nizsai Dániel – masszőr
- Ónodi Gábor – dr. Nagy
- Páder Petra – Szandra
- Pánczél Lilla – Éva
- Papp Zsombor – Zsiga
- Pethő Gergő – szerelő
- Pigler Emília – Dóra
- Pintér Gábor – Simon
- Pirgel Dávid – fodrász
- Pipó László – Férfi
- Placskó Emese – Rea
- Polák Ferenc – bulizós srác
- Potocsny Andor – Irén szomszédja
- Potyó Dominika – sztriptíztáncosnő
- Radogna Melody – edzős nő
- Reiner Tamás – utas
- Réti Szilvia – nagymama
- Róbert Gábor – postás
- Rubóczki Márkó – ügyfél
- Sárközi József – dr. Szilágyi Zoltán
- Sebestyén Bernát – bulizós srác
- Simon Andrea – eladó
- Simon Péter – bulizós srác
- Szabados Zsuzsa – néni
- Szabó Endre – vadászboltos
- Szabó Nikolett – áltestvér
- Szabó Tamás – szörfbérbeadó
- Szacsvai István – pincér
- Szelindi Miklós – vak férfi
- Szelle Szilárd – pornószínész
- Szemán Béla – id. Bicskei Béla
- Sziládi Hajna – ügyintéző
- Szinovál Gyula – id. Molnár Laci
- Szitás Balázs – Kálmán barátja
- Szűcs Krisztina – Vénusz
- Tar Renáta – rajongó
- Tary Patrícia – Júlia
- Tóth Szilvia – jelentkező
- Tóth Tibor – Elemér
- Törköly Levente – Diégó
- Trautmann Máté – biciklis
- Turek Miklós – Imre
- Urbán Richárd – Lajos
- Urbán Tibor – vendég
- Urbanovits Krisztina – Magdi
- Vancsa Ferenc – vesekereskedő
- Vándor Éva – Kárász Pálné
- Váradi Eszter Sára – feleség
- Varga Balázs – ügyvéd
- Váry Károly – bácsi
- Vas-Zoltán Iván – Gyuszi
- Vass György – postás
- Vastag Csaba – önmaga
- Veress Kata – Unnur Einardottir
- Viemann Simon Szigfrid – Laci gyerekként
- Vrabecz Botond – futár
- Wégner Judit – Erika
- Wrochna Fanni – csapos
- Zrinyi Gál Vince – Nelli férje

## Epizódok
Az első részt 2024. január 1-én mutatta be az RTL.
| Sor. | Év. | Cím        | Premier           | Nézettség |
| ---- | --- | ---------- | ----------------- | --------- |
| 1.   | 1.  | 1. epizód  | 2024. január 1.   | 611 000   |
| 2.   | 2.  | 2. epizód  | 2024. január 2.   | 502 000   |
| 3.   | 3.  | 3. epizód  | 2024. január 3.   | 425 000   |
| 4.   | 4.  | 4. epizód  | 2024. január 4.   | 414 000   |
| 5.   | 5.  | 5. epizód  | 2024. január 5.   | 324 000   |
| 6.   | 6.  | 6. epizód  | 2024. január 8.   | 423 000   |
| 7.   | 7.  | 7. epizód  | 2024. január 9.   | 353 000   |
| 8.   | 8.  | 8. epizód  | 2024. január 10.  | 332 000   |
| 9.   | 9.  | 9. epizód  | 2024. január 11.  | 367 000   |
| 10.  | 10. | 10. epizód | 2024. január 12.  | 329 000   |
| 11.  | 11. | 11. epizód | 2024. január 15.  | 363 000   |
| 12.  | 12. | 12. epizód | 2024. január 16.  | 349 000   |
| 13.  | 13. | 13. epizód | 2024. január 17.  | 379 000   |
| 14.  | 14. | 14. epizód | 2024. január 18.  | 346 000   |
| 15.  | 15. | 15. epizód | 2024. január 19.  | 337 000   |
| 16.  | 16. | 16. epizód | 2024. január 22.  | 336 000   |
| 17.  | 17. | 17. epizód | 2024. január 23.  | 335 000   |
| 18.  | 18. | 18. epizód | 2024. január 24.  | 341 000   |
| 19.  | 19. | 19. epizód | 2024. január 25.  | 308 000   |
| 20.  | 20. | 20. epizód | 2024. január 26.  | 307 000   |
| 21.  | 21. | 21. epizód | 2024. január 29.  | 365 000   |
| 22.  | 22. | 22. epizód | 2024. január 30.  | 329 000   |
| 23.  | 23. | 23. epizód | 2024. január 31.  | 334 000   |
| 24.  | 24. | 24. epizód | 2024. február 1.  | 323 000   |
| 25.  | 25. | 25. epizód | 2024. február 2.  | 301 000   |
| 26.  | 26. | 26. epizód | 2024. február 5.  | 340 000   |
| 27.  | 27. | 27. epizód | 2024. február 6.  | 293 000   |
| 28.  | 28. | 28. epizód | 2024. február 7.  | 350 000   |
| 29.  | 29. | 29. epizód | 2024. február 8.  | 306 000   |
| 30.  | 30. | 30. epizód | 2024. február 9.  | 319 000   |
| 31.  | 31. | 31. epizód | 2024. február 12. | 309 000   |
| 32.  | 32. | 32. epizód | 2024. február 13. | 232 000   |
| 33.  | 33. | 33. epizód | 2024. február 14. | 229 000   |
| 34.  | 34. | 34. epizód | 2024. február 15. | 199 000   |
| 35.  | 35. | 35. epizód | 2024. február 16. | 233 000   |
| 36.  | 36. | 36. epizód | 2024. február 19. | 223 000   |
| 37.  | 37. | 37. epizód | 2024. február 20. | 126 000   |
| 38.  | 38. | 38. epizód | 2024. február 21. | 137 000   |
| 39.  | 39. | 39. epizód | 2024. február 22. | 147 000   |
| 40.  | 40. | 40. epizód | 2024. február 23. | 168 000   |
| 41.  | 41. | 41. epizód | 2024. február 26. | 117 000   |
| 42.  | 42. | 42. epizód | 2024. február 27. | 143 000   |
| 43.  | 43. | 43. epizód | 2024. február 28. | 127 000   |
| 44.  | 44. | 44. epizód | 2024. február 29. | 138 000   |
| 45.  | 45. | 45. epizód | 2024. március 1.  | 146 000   |
| 46.  | 46. | 46. epizód | 2024. március 4.  | 111 000   |
| 47.  | 47. | 47. epizód | 2024. március 5.  | 123 000   |
| 48.  | 48. | 48. epizód | 2024. március 6.  | 133 000   |
| 49.  | 49. | 49. epizód | 2024. március 7.  | 119 000   |
| 50.  | 50. | 50. epizód | 2024. március 8.  | 124 000   |
| 51.  | 51. | 51. epizód | 2024. március 11. | 138 000   |
| 52.  | 52. | 52. epizód | 2024. március 12. | 163 000   |
| 53.  | 53. | 53. epizód | 2024. március 13. | 124 000   |
| 54.  | 54. | 54. epizód | 2024. március 14. | 130 000   |
| 55.  | 55. | 55. epizód | 2024. március 18. | 130 000   |
| 56.  | 56. | 56. epizód | 2024. március 19. | 130 000   |
| 57.  | 57. | 57. epizód | 2024. március 20. | 141 000   |
| 58.  | 58. | 58. epizód | 2024. március 21. | 148 000   |
| 59.  | 59. | 59. epizód | 2024. március 22. | 155 000   |
| 60.  | 60. | 60. epizód | 2024. március 22. | 155 000   |

## Érdekességek
- A sorozat egyes részeinek bejátszásain Mercédesz a Bátrak földjét nézi, amit az RTL, majd a Sorozatklub vetített.
- A Jenő bácsit alakító Galkó Balázsnak ez volt az utolsó TV szereplése a 2025-ben következett halála előtt.[6]